# T. Szabó Csilla
T. Szabó Csilla (Tamásné; Nyárádszereda, 1968. augusztus 10.) erdélyi magyar nyelvtudományi szakíró.

## Életútja, munkássága
Középiskolai tanulmányait a marosvásárhelyi Alexandru Papiu Ilarian Líceumban végezte (1986). A BBTE magyar–francia szakos hallgatójaként szerzett egyetemi diplomát (1992). 1993–94 között Sepsibükszádon tanított, 1994-től tudományos kutató az Erdélyi Múzeum-Egyesület keretében, az Erdélyi magyar szótörténeti tár munkaközösségének az 1997-ben megjelent IX. kötettől tagja.
Első publikációja 1994-ben jelent meg a NyIrK-ben Székelyhodos helynevei címmel. Ugyanerről a témáról publikált Térszínformanevek Székelyhodos helynévanyagában címmel Az V. Magyar Névtudományi Konferencia előadásai c. kötetben (Miskolc, 2000).
Munkássága során forráskiadások szerkesztésében is részt vállalt: társszerkesztője volt a Döbrentei-kódex (Budapest, 1995) és a Nagyszombati kódex (Budapest, 2000) kritikai kiadásának.
Szűkebb kutatási területe a deverbális igeképzés fejlődése, alakulása, több tanulmányt is publikált erről az Erdélyi Múzeumban és a NyIrK-ben; doktori disszertációja – amelyet 2002-ben védett meg a BBTE-n – önálló publikációként jelent meg A deverbális igeképzés a XVI–XVIII. században címmel (Kolozsvár, 2003. Erdélyi Tudományos Füzetek).

## További publikációi
- Adalékok az öl mértéknév történetéhez (in: Szabó Zoltán köszöntése. Kolozsvár, 1997);
- Adatok a „remek” szó jelentéstörténetéhez (Erdélyi Múzeum, 2003/1–2);
- A konkrét–absztrakt jelentésváltozás a „remek” szó jelentéstörténetében (in: A nyelvtörténeti kutatások újabb eredményei. Szerk. Büky László és Forgács Tamás. Szeged, 1999);
- A gyakorítás és a mozzanatosság kifejezése. A cselekvő igék képzői a XVI–XVIII. században (Erdélyi Múzeum, 2003/3–4).
- A deverbális igeképzés a XVI-XVIII. században az erdélyi magyar szótörténeti tár adatanyaga alapján; Erdélyi Múzeum-Egyesület, Kolozsvár, 2003 (Erdélyi Tudományos Füzetek)